# Ammocharis angolensis
Ammocharis angolensis är en amaryllisväxtart som först beskrevs av John Gilbert Baker, och fick sitt nu gällande namn av Milne-redh. och Herold Georg Wilhelm Johannes Schweickerdt. Ammocharis angolensis ingår i släktet Ammocharis och familjen amaryllisväxter. Inga underarter finns listade i Catalogue of Life.